# Liga Europeia de Voleibol Masculino de 2022
A Liga Europeia de Voleibol Masculino de 2022 foi a 18.ª edição deste torneio organizado anualmente pela Confederação Europeia de Voleibol (CEV). O torneio ocorreu de 24 de maio a 19 de junho. As finais da Liga Ouro ocorreram na cidade de Varaždin, na Croácia, enquanto as finais da Liga Prata ocorreram em Budapeste, na Hungria.
Na Liga Ouro, a seleção da Chéquia conquistou seu segundo título ao derrotar na final a seleção turca por 3 sets a 1. Na Liga Prata, a seleção da Romênia venceu a seleção finlandesa no tie-break e conquistou o acesso à Liga Ouro de 2023. O ponteiro checo Jan Galabov foi eleito o melhor jogador da competição.

## Fórmula de disputa
Liga Ouro
As 11 equipes participantes, divididas em três grupos, disputaram uma rodada dupla em seus grupos. Após a conclusão da fase de grupos, os vencedores de cada grupo disputaram o Final Four com a equipe sede da fase final.
Liga Prata
A Liga Prata contou com sete equipes, onde disputaram uma rodada dupla na fase de grupos. A fase final foi composta pelas três melhores equipes e seleção anfitriã.

### Critérios de classificação nos grupos
1. Número de vitórias;
2. Pontos;
3. Razão de sets;
4. Razão de pontos;
5. Resultado da última partida entre os times empatados.

- Placar de 3–0 ou 3–1: 3 pontos para o vencedor, nenhum para o perdedor;
- Placar de 3–2: 2 pontos para o vencedor, 1 para o perdedor.

## Equipes participantes

### Liga Ouro
| Grupo A    | Grupo B   | Grupo C |
| ---------- | --------- | ------- |
| Turquia    | Ucrânia   | Bélgica |
| Portugal   | Croácia   | Chéquia |
| Eslováquia | Espanha   | Estônia |
|            | Dinamarca | Letônia |

### Liga Prata
| Grupo A   | Grupo B              |
| --------- | -------------------- |
| Finlândia | Albânia              |
| Hungria   | Bósnia e Herzegovina |
|           | Macedônia do Norte   |
|           | Romênia              |

## Liga Ouro

### Grupo A
|     |            |     | Jogos | Jogos | Jogos | Pontos | Pontos | Pontos | Sets | Sets | Sets   |
| Pos | Equipe     | Pts | T     | V     | D     | V      | P      | R      | V    | P    | R      |
| --- | ---------- | --- | ----- | ----- | ----- | ------ | ------ | ------ | ---- | ---- | ------ |
| 1   | Turquia    | 12  | 4     | 4     | 0     | 325    | 258    | 1.260  | 12   | 1    | 12,000 |
| 2   | Portugal   | 5   | 4     | 2     | 2     | 325    | 339    | 0.959  | 7    | 8    | 0.875  |
| 3   | Eslováquia | 1   | 4     | 0     | 4     | 283    | 336    | 0.842  | 2    | 12   | 0.167  |

- Todas as partidas em horário local.

| Data   | Hora  |            | Placar |            | Set 1 | Set 2 | Set 3 | Set 4 | Set 5 | Total   | Relatório |
| ------ | ----- | ---------- | ------ | ---------- | ----- | ----- | ----- | ----- | ----- | ------- | --------- |
| 25 mai | 17:30 | Turquia    | 3–0    | Eslováquia | 25–15 | 25–20 | 25–20 |       |       | 75–55   | Relatório |
| 29 mai | 17:00 | Portugal   | 3–0    | Eslováquia | 25–18 | 25–22 | 25–18 |       |       | 75–58   | Relatório |
| 1 jun  | 21:00 | Portugal   | 1–3    | Turquia    | 21–25 | 25–21 | 17–25 | 24–26 |       | 87–97   | Relatório |
| 5 jun  | 16:00 | Turquia    | 3–0    | Portugal   | 25–22 | 25–15 | 25–18 |       |       | 75–55   | Relatório |
| 8 jun  | 19:30 | Eslováquia | 2–3    | Portugal   | 22–25 | 25–23 | 23–25 | 25–19 | 14–16 | 109–108 | Relatório |
| 11 jun | 17:00 | Eslováquia | 0–3    | Turquia    | 16–25 | 19–25 | 26–28 |       |       | 61–78   | Relatório |

### Grupo B
|     |           |     | Jogos | Jogos | Jogos | Pontos | Pontos | Pontos | Sets | Sets | Sets  |
| Pos | Equipe    | Pts | T     | V     | D     | V      | P      | R      | V    | P    | R     |
| --- | --------- | --- | ----- | ----- | ----- | ------ | ------ | ------ | ---- | ---- | ----- |
| 1   | Ucrânia   | 16  | 6     | 6     | 0     | 577    | 531    | 1.087  | 18   | 7    | 2.571 |
| 2   | Croácia   | 11  | 6     | 4     | 2     | 509    | 481    | 1.058  | 14   | 9    | 1.556 |
| 3   | Espanha   | 6   | 6     | 2     | 4     | 537    | 553    | 0.971  | 10   | 15   | 0.667 |
| 4   | Dinamarca | 3   | 6     | 0     | 6     | 503    | 561    | 0.897  | 7    | 18   | 0.389 |

- Todas as partidas em horário local.

| Data   | Hora  |           | Placar |           | Set 1 | Set 2 | Set 3 | Set 4 | Set 5 | Total   | Relatório |
| ------ | ----- | --------- | ------ | --------- | ----- | ----- | ----- | ----- | ----- | ------- | --------- |
| 25 mai | 18:30 | Dinamarca | 2–3    | Espanha   | 25–19 | 17–25 | 25–22 | 22–25 | 10–15 | 99–106  | Relatório |
| 25 mai | 19:30 | Croácia   | 1–3    | Ucrânia   | 15–25 | 20–25 | 25–21 | 22–25 |       | 82–96   | Relatório |
| 26 mai | 19:30 | Ucrânia   | 3–1    | Croácia   | 25–23 | 20–25 | 25–20 | 25–17 |       | 95–85   | Relatório |
| 28 mai | 18:00 | Ucrânia   | 3–1    | Espanha   | 25–23 | 31–29 | 22–25 | 25–22 |       | 103–99  | Relatório |
| 28 mai | 19:30 | Croácia   | 3–0    | Dinamarca | 25–20 | 25–21 | 25–20 |       |       | 75–61   | Relatório |
| 29 mai | 18:00 | Espanha   | 0–3    | Ucrânia   | 21–25 | 19–25 | 15–25 |       |       | 55–75   | Relatório |
| 1 jun  | 19:30 | Croácia   | 3–1    | Espanha   | 25–14 | 25–18 | 14–25 | 25–20 |       | 89–77   | Relatório |
| 3 jun  | 18:00 | Ucrânia   | 3–2    | Dinamarca | 26–24 | 15–25 | 25–23 | 19–25 | 15–11 | 100–108 | Relatório |
| 4 jun  | 18:00 | Espanha   | 2–3    | Croácia   | 18–25 | 25–19 | 25–19 | 23–25 | 12–15 | 103–103 | Relatório |
| 4 jun  | 18:00 | Dinamarca | 2–3    | Ucrânia   | 20–25 | 25–20 | 20–25 | 25–23 | 12–15 | 102–108 | Relatório |
| 8 jun  | 18:00 | Dinamarca | 0–3    | Croácia   | 17–25 | 18–25 | 14–25 |       |       | 49–75   | Relatório |
| 11 jun | 19:00 | Espanha   | 3–1    | Dinamarca | 25–22 | 22–25 | 25–23 | 25–14 |       | 97–84   | Relatório |

### Grupo C
|     |         |     | Jogos | Jogos | Jogos | Pontos | Pontos | Pontos | Sets | Sets | Sets  |
| Pos | Equipe  | Pts | T     | V     | D     | V      | P      | R      | V    | P    | R     |
| --- | ------- | --- | ----- | ----- | ----- | ------ | ------ | ------ | ---- | ---- | ----- |
| 1   | Chéquia | 18  | 6     | 6     | 0     | 495    | 325    | 1.523  | 18   | 2    | 9,000 |
| 2   | Estônia | 11  | 6     | 4     | 2     | 482    | 526    | 0.916  | 13   | 10   | 1.300 |
| 3   | Bélgica | 6   | 6     | 2     | 4     | 441    | 471    | 0.936  | 8    | 12   | 0.667 |
| 4   | Letônia | 1   | 6     | 0     | 6     | 421    | 517    | 0.814  | 3    | 18   | 0.167 |

- Todas as partidas em horário local.

| Data   | Hora  |         | Placar |         | Set 1 | Set 2 | Set 3 | Set 4 | Set 5 | Total   | Relatório |
| ------ | ----- | ------- | ------ | ------- | ----- | ----- | ----- | ----- | ----- | ------- | --------- |
| 25 mai | 18:00 | Estônia | 1–3    | Chéquia | 18–25 | 27–25 | 18–25 | 22–25 |       | 85–100  | Relatório |
| 25 mai | 20:30 | Bélgica | 3–0    | Letônia | 25–16 | 27–25 | 25–16 |       |       | 77–57   | Relatório |
| 28 mai | 15:30 | Letônia | 2–3    | Estônia | 26–24 | 26–28 | 19–25 | 25–23 | 12–15 | 108–115 | Relatório |
| 28 mai | 16:00 | Chéquia | 3–0    | Bélgica | 26–24 | 25–16 | 25–12 |       |       | 76–52   | Relatório |
| 1 jun  | 18:00 | Estônia | 3–1    | Bélgica | 29–27 | 31–29 | 22–25 | 25–13 |       | 107–94  | Relatório |
| 1 jun  | 19:30 | Letônia | 0–3    | Chéquia | 16–25 | 15–25 | 18–25 |       |       | 49–75   | Relatório |
| 4 jun  | 16:00 | Chéquia | 3–0    | Letônia | 25–14 | 25–22 | 25–20 |       |       | 75–56   | Relatório |
| 5 jun  | 19:00 | Bélgica | 0–3    | Estônia | 17–25 | 22–25 | 21–25 |       |       | 60–75   | Relatório |
| 8 jun  | 20:00 | Estônia | 3–1    | Letônia | 25–17 | 25–22 | 25–27 | 25–23 |       | 100–89  | Relatório |
| 8 jun  | 20:30 | Bélgica | 1–3    | Chéquia | 19–25 | 25–19 | 20–25 | 19–25 |       | 83–94   | Relatório |
| 11 jun | 16:00 | Chéquia | 3–0    | Estônia | 25–0  | 25–0  | 25–0  |       |       | 75–0    | Relatório |
| 11 jun | 19:00 | Letônia | 0–3    | Bélgica | 20–25 | 23–25 | 19–25 |       |       | 62–75   | Relatório |

## Liga Prata

### Grupo A
|     |           |     | Jogos | Jogos | Jogos | Pontos | Pontos | Pontos | Sets | Sets | Sets  |
| Pos | Equipe    | Pts | T     | V     | D     | V      | P      | R      | V    | P    | R     |
| --- | --------- | --- | ----- | ----- | ----- | ------ | ------ | ------ | ---- | ---- | ----- |
| 1   | Finlândia | 6   | 2     | 2     | 0     | 173    | 135    | 1.281  | 6    | 1    | 6,000 |
| 2   | Hungria   | 0   | 2     | 0     | 2     | 135    | 173    | 0.780  | 1    | 6    | 0.167 |

- Todas as partidas em horário local.

| Data   | Hora  |           | Placar |           | Set 1 | Set 2 | Set 3 | Set 4 | Set 5 | Total | Relatório |
| ------ | ----- | --------- | ------ | --------- | ----- | ----- | ----- | ----- | ----- | ----- | --------- |
| 28 mai | 18:30 | Finlândia | 3–0    | Hungria   | 25–20 | 25–17 | 25–16 |       |       | 75–53 | Relatório |
| 12 jun | 17:00 | Hungria   | 1–3    | Finlândia | 21–25 | 25–23 | 17–25 | 19–25 |       | 82–98 | Relatório |

### Grupo B
|     |                      |     | Jogos | Jogos | Jogos | Pontos | Pontos | Pontos | Sets | Sets | Sets  |
| Pos | Equipe               | Pts | T     | V     | D     | V      | P      | R      | V    | P    | R     |
| --- | -------------------- | --- | ----- | ----- | ----- | ------ | ------ | ------ | ---- | ---- | ----- |
| 1   | Romênia              | 14  | 6     | 5     | 1     | 541    | 471    | 1.149  | 16   | 7    | 2.286 |
| 2   | Macedônia do Norte   | 10  | 6     | 3     | 3     | 519    | 502    | 1.034  | 13   | 10   | 1.300 |
| 3   | Albânia              | 10  | 6     | 3     | 3     | 511    | 514    | 0.994  | 12   | 11   | 1.091 |
| 4   | Bósnia e Herzegovina | 2   | 6     | 1     | 5     | 419    | 503    | 0.833  | 4    | 17   | 0.235 |

- Todas as partidas em horário local.

| Data   | Hora  |                      | Placar |                      | Set 1 | Set 2 | Set 3 | Set 4 | Set 5 | Total   | Relatório |
| ------ | ----- | -------------------- | ------ | -------------------- | ----- | ----- | ----- | ----- | ----- | ------- | --------- |
| 24 mai | 19:00 | Albânia              | 1–3    | Romênia              | 19–25 | 21–25 | 27–25 | 14–25 |       | 81–100  | Relatório |
| 25 mai | 20:15 | Macedônia do Norte   | 3–0    | Bósnia e Herzegovina | 25–16 | 25–17 | 25–23 |       |       | 75–56   | Relatório |
| 28 mai | 16:00 | Bósnia e Herzegovina | 3–2    | Albânia              | 31–29 | 20–25 | 24–26 | 25–18 | 15–8  | 115–106 | Relatório |
| 28 mai | 17:00 | Romênia              | 3–2    | Macedônia do Norte   | 25–22 | 25–17 | 23–25 | 19–25 | 15–13 | 107–102 | Relatório |
| 1 jun  | 17:00 | Romênia              | 3–0    | Bósnia e Herzegovina | 25–17 | 25–19 | 25–14 |       |       | 75–50   | Relatório |
| 1 jun  | 20:15 | Macedônia do Norte   | 1–3    | Albânia              | 23–25 | 25–20 | 17–25 | 22–25 |       | 87–95   | Relatório |
| 4 jun  | 16:00 | Bósnia e Herzegovina | 1–3    | Romênia              | 15–25 | 25–22 | 22–25 | 20–25 |       | 82–97   | Relatório |
| 4 jun  | 17:00 | Albânia              | 3–1    | Macedônia do Norte   | 25–20 | 20–25 | 25–16 | 25–22 |       | 95–83   | Relatório |
| 8 jun  | 19:00 | Albânia              | 3–0    | Bósnia e Herzegovina | 25–16 | 25–17 | 25–21 |       |       | 75–54   | Relatório |
| 8 jun  | 20:15 | Macedônia do Norte   | 3–1    | Romênia              | 25–21 | 22–25 | 25–19 | 25–22 |       | 97–87   | Relatório |
| 11 jun | 16:00 | Bósnia e Herzegovina | 0–3    | Macedônia do Norte   | 21–25 | 21–25 | 20–25 |       |       | 62–75   | Relatório |
| 12 jun | 17:00 | Romênia              | 3–0    | Albânia              | 25–18 | 25–19 | 25–22 |       |       | 75–59   | Relatório |

## Fase final

### Liga Prata
- Local:  Budapeste, Hungria
- Todas as partidas em horário local.

|  | Semifinais         | Semifinais |   |                    | Final          | Final |  |
|  |                    |            |   |                    |                |       |  |
|  |                    |            |   |                    |                |       |  |
|  | Finlândia          | 3          |   |                    |                |       |  |
|  | Macedônia do Norte | 1          |   |                    |                |       |  |
|  |                    |            |   |                    |                |       |  |
|  |                    |            |   |                    |                |       |  |
|  |                    |            |   |                    | Finlândia      | 2     |  |
|  |                    | Romênia    | 3 |                    |                |       |  |
|  |                    |            |   |                    |                |       |  |
|  |                    |            |   |                    |                |       |  |
|  |                    |            |   |                    | Terceiro lugar |       |  |
|  |                    |            |   |                    |                |       |  |
|  | Romênia            | 3          |   | Macedônia do Norte | 3              |       |  |
|  | Hungria            | 0          |   |                    | Hungria        | 2     |  |

#### Semifinais
| Data   | Hora  |           | Placar |                    | Set 1 | Set 2 | Set 3 | Set 4 | Set 5 | Total | Relatório |
| ------ | ----- | --------- | ------ | ------------------ | ----- | ----- | ----- | ----- | ----- | ----- | --------- |
| 18 jun | 16:00 | Finlândia | 3–1    | Macedônia do Norte | 25–22 | 20–25 | 25–18 | 25–16 |       | 95–81 | Relatório |
| 18 jun | 19:00 | Romênia   | 3–0    | Hungria            | 25–20 | 25–19 | 25–20 |       |       | 75–59 | Relatório |

#### Terceiro lugar
| Data   | Hora  |                    | Placar |         | Set 1 | Set 2 | Set 3 | Set 4 | Set 5 | Total  | Relatório |
| ------ | ----- | ------------------ | ------ | ------- | ----- | ----- | ----- | ----- | ----- | ------ | --------- |
| 19 jun | 16:00 | Macedônia do Norte | 3–2    | Hungria | 25–22 | 18–25 | 25–15 | 19–25 | 15–7  | 102–94 | Relatório |

#### Final
| Data   | Hora  |           | Placar |         | Set 1 | Set 2 | Set 3 | Set 4 | Set 5 | Total   | Relatório |
| ------ | ----- | --------- | ------ | ------- | ----- | ----- | ----- | ----- | ----- | ------- | --------- |
| 19 jun | 19:00 | Finlândia | 2–3    | Romênia | 25–17 | 21–25 | 25–20 | 23–25 | 13–15 | 107–102 | Relatório |

### Liga Ouro
- Local:  Varaždin, Croácia
- Todas as partidas em horário local.

|  | Semifinais | Semifinais |   |         | Final          | Final |  |
|  |            |            |   |         |                |       |  |
|  |            |            |   |         |                |       |  |
|  | Turquia    | 3          |   |         |                |       |  |
|  | Croácia    | 1          |   |         |                |       |  |
|  |            |            |   |         |                |       |  |
|  |            |            |   |         |                |       |  |
|  |            |            |   |         | Turquia        | 1     |  |
|  |            | Chéquia    | 3 |         |                |       |  |
|  |            |            |   |         |                |       |  |
|  |            |            |   |         |                |       |  |
|  |            |            |   |         | Terceiro lugar |       |  |
|  |            |            |   |         |                |       |  |
|  | Chéquia    | 3          |   | Croácia | 3              |       |  |
|  | Ucrânia    | 2          |   |         | Ucrânia        | 2     |  |

#### Semifinais
| Data   | Hora  |         | Placar |         | Set 1 | Set 2 | Set 3 | Set 4 | Set 5 | Total   | Relatório |
| ------ | ----- | ------- | ------ | ------- | ----- | ----- | ----- | ----- | ----- | ------- | --------- |
| 18 jun | 17:00 | Chéquia | 3–2    | Ucrânia | 23–25 | 22–25 | 25–23 | 25–22 | 15–10 | 110–105 | Relatório |
| 18 jun | 20:00 | Turquia | 3–1    | Croácia | 27–25 | 21–25 | 25–19 | 25–19 |       | 98–88   | Relatório |

#### Terceiro lugar
| Data   | Hora  |         | Placar |         | Set 1 | Set 2 | Set 3 | Set 4 | Set 5 | Total   | Relatório |
| ------ | ----- | ------- | ------ | ------- | ----- | ----- | ----- | ----- | ----- | ------- | --------- |
| 19 jun | 15:00 | Croácia | 3–2    | Ucrânia | 25–20 | 25–19 | 18–25 | 17–25 | 17–15 | 102–104 | Relatório |

#### Final
| Data   | Hora  |         | Placar |         | Set 1 | Set 2 | Set 3 | Set 4 | Set 5 | Total | Relatório |
| ------ | ----- | ------- | ------ | ------- | ----- | ----- | ----- | ----- | ----- | ----- | --------- |
| 19 jun | 20:30 | Turquia | 1–3    | Chéquia | 21–25 | 22–25 | 25–21 | 25–27 |       | 93–98 | Relatório |

## Classificação final

### Liga Ouro
| Colocação | Equipe     |
| --------- | ---------- |
| 1         | Chéquia    |
| 2         | Turquia    |
| 3         | Croácia    |
| 4         | Ucrânia    |
| 5         | Estônia    |
| 6         | Portugal   |
| 7         | Bélgica    |
| 8         | Eslováquia |
| 9         | Espanha    |
| 10        | Dinamarca  |
| 11        | Letônia    |

|  | Equipe classificada para a Challenger Cup de 2022                                           |
|  | Equipe classificada para a Challenger Cup de 2022 como campeã da Liga Europeia Ouro de 2021 |
|  | Equipe rebaixada para a Liga Prata de 2023                                                  |

### Liga Prata
| Colocação | Equipe               |
| --------- | -------------------- |
| 1         | Romênia              |
| 2         | Finlândia            |
| 3         | Macedônia do Norte   |
| 4         | Hungria              |
| 5         | Albânia              |
| 6         | Bósnia e Herzegovina |

|  | Equipe classificada para a Liga Ouro de 2023 |